# بعد از ظهر گاوها
بعد از ظهر گاوها (اسپانیایی: Tarde de toros‎) یک فیلم در ژانر درام به کارگردانی لادیسلائو وایدا است که در سال ۱۹۵۶ منتشر شد. از بازیگران آن می‌توان به ماریا آسکوئرینو اشاره کرد.